# Asesinatos de Burger Chef
Los Asesinatos del Burger Chef comenzaron en un restaurante Burger Chef en Speedway, Indiana, la noche del viernes 17 de noviembre de 1978. Cuatro jóvenes empleados desaparecieron en lo que inicialmente se pensó que fue un robo menor de la caja fuerte del restaurante. Para la mañana del sábado era claro que era un caso de robo y secuestro, y un caso de asesinato cuando sus cuerpos se descubrieron el domingo. Mientras que los investigadores creen haber identificado algunos de los perpetradores, por la falta de pruebas físicas no han podido procesar a aquellos que todavía viven.

## Presunto robo y homicidios

Condado de Marion, Indiana.Áreas incorporadas y no incorporadas. Speedway resaltado.

En algún punto entre las 11:00 p. m. (hora de cierre) y la medianoche (23:00 y 24:00 ET) el 17 de noviembre de 1978, cuatro empleados del restaurante Burger Chef en Speedway, Indiana (en 5725 Crawfordsville Road) desaparecieron: la gerente asistente Jayne Friedt, 20 años; Daniel Davis, 16 años; Mark Flemmonds, 16 años; y Ruth Ellen Shelton, de 18 años. Un empleado que llegó a la medianoche para visitar a los otros cuatro notó que el restaurante estaba vacío, la caja fuerte estaba abierta y la puerta trasera no estaba cerrada, lo que eran señales de alarma. La policía encontró dos bolsas para dinero vacías y un rollo de cinta adhesiva vacío junto a la caja fuerte.
Al principio, la policía no consideró que el caso fuera serio, debido a que la gerencia reportó que solo faltaban aproximadamente 581 dólares (equivalentes a 2,277 dólares en 2019) de la caja y no había señales claras de lucha. Se pensó que era un caso de desfalco, con la suposición de que los jóvenes habían robado el dinero para ir de fiesta esa noche. Quedaban más de 100 dólares en monedas en la caja registradora. Aunque los bolsos y chaquetas de las chicas desaparecidas habían quedado en el lugar, la teoría del robo parecía bastante probable al inicio, y los otros empleados limpiaron la escena la mañana del sábado.
Buddy Ellwanger, un oficial de policía de Speedway quien fue asignado al caso, admitió "lo arruinamos desde el principio." No solo se limpió el restaurante y se le permitió reabrir, sino que tampoco se tomaron fotografías con antelación, con lo que se eliminó toda la evidencia potencial de la escena del crimen.
La preocupación aumentó cuando los cuatro no se presentaron la mañana del sábado y el Chevrolet Vega de Friedt que siempre dejaba aparcado delante fue encontrado a unos kilómetros cerca de la ciudad. Se hizo evidente que habían sido secuestrados mientras cerraban el restaurante por la noche. El ataque posiblemente comenzó mientras sacaban las bolsas de basura por la puerta trasera.
Unos excursionistas encontraron los cuerpos de los jóvenes la tarde del domingo, cerca de 20 millas (32,2 km) lejos del lugar, en los bosques del condado de Johnson. Davis y Shelton fueron disparados, al estilo de una ejecución, numerosas veces con un arma de fuego de calibre .38. Friedt fue apuñalada dos veces en el pecho. La empuñadura del cuchillo que todavía tenía clavado se partió y estaba desaparecida; la hoja se recuperó durante la autopsia. Se determinó que Flemmonds, a unos metros de los otros, trató de huir corriendo pero fue alcanzado, apaleado — posiblemente con una cadena — y se ahogó con su propia sangre hasta morir. Todas la víctimas todavía estaban vestidas con sus uniformes de Burger Chef.
Se encontraron dinero y relojes en los cuerpos, implicando que un robo pudo no haber sido el único motivo para los asesinatos.
La teoría principal es que las cuatro víctimas fueron secuestradas durante un robo fallido, posiblemente después de que una de las víctimas reconoció a uno de los perpetradores. Flemmonds estaba cubriendo a otro empleado y no tenía turno para trabajar esa noche, haciendo que los investigadores especulen que tal vez él fue quien reconoció a los asesinos, ya que no esperaban que él estuviera ahí.

## Avistamientos de testigos oculares
La noche de los asesinatos, un testigo de 16 años vio a dos hombres sospechosos en un auto afuera del Burger Chef justo antes de cerrar. Ambos hombres eran blancos, alrededor de treinta años. Un hombre tenía barba; el otro estaba afeitado y tenía cabello de color claro ("rubio"). La policía creó modelos de arcilla de los sospechosos para ayudar con la investigación.

## Investigaciones iniciales
Más tarde ese año, un hombre en un bar en Greenwood alardeó de que había estado involucrado en los asesinatos. La policía lo interrogó, pero pasó una prueba de polígrafo, declarando no haber estado involucrado, tampoco había otros motivos para presentar cargos. El hombre les dio los nombres de otros que podían pertenecer a una banda que asaltaba restaurantes de comida rápida, los cuales los investigadores sospecharon pudieron estar involucrados en el caso. Mientras seguían estas pistas en Franklin, los oficiales encontraron a un hombre que tenía un fuerte parecido con la descripción del "hombre con barba". Cuando se le convocó para una rueda de reconocimiento, el hombre se afeitó la barba (la cual había tenido los últimos cinco años) la noche antes de presentarse. Uno de sus vecinos, quien no había sido visto por el testigo original sino que había sido nombrado por el sospechoso de Greenwood, fue posteriormente enviado a prisión por robos cometidos con una escopeta. Otro individuo mencionado por el sospechoso de Greenwood, quien encajaba en la descripción del hombre rubio, también fue enviado a prisión por otros robos a mano a armada a restaurantes de comida rápida. Sin embargo, sin confesiones — a pesar de ofrecer acuerdos de súplicas a cualquier sospechoso no directamente responsable por los asesinatos — y sin evidencia física directa en el lugar de la participación de los sospechosos en los asesinatos, la policía no pudo efectuar ningún arresto.
Para ese entonces había algunas especulaciones sobre que los asesinatos estaban relacionados con otros crímenes que también habían conmocionado a la ciudad los meses anteriores, como el asesinato de Julia Scyphers y las explosiones de Speedway. En ese tiempo el perpetrador de las explosiones seguía suelto. Sin embargo, se descubrió que estos sucesos no estaban conectados con los asesinatos de noviembre.

## Investigaciones posteriores
Investigadores continuaron siguiendo pistas sobre posibles sospechosos tan ampliamente como hasta Cincinnati, Milwaukee, Chicago y Dallas. Sin embargo, no encontraron más pistas prometedoras o evidencia que les pudiera ser de utilidad: el arma de fuego, la empuñadura del cuchillo y la cadena usadas en los asesinatos. Los sospechosos tampoco hicieron confesiones a la policía, aunque posteriormente el hijo del hombre con barba le dijo a la policía que su padre le contó en secreto que había estado involucrado, antes de su muerte.
Ken York, uno de los investigadores originales del caso, ha hecho notar que las muertes del sospechoso de Greenwood y del sospechoso con barba, aparentemente por suicidio y un ataque al corazón respectivamente, se produjeron sospechosamente poco después de la liberación del ladrón armado nombrado por el sospechoso del bar en Greenwood.
En 1981, el hermano de Friedt, James, fue investigado por sospecha de participación en los asesinatos después de ser arrestado por cargos sobre droga no relacionados, pero estaba libre en menos de una semana.
En 1984, el detective Mel Willsey del Departamento del Sheriff del condado de Marion recibió una llamada de un recluso en el Centro Penitenciario Pendleton llamado Donald Forrester, quien cumplía una sentencia de 95 años en prisión por violación. Forrester dijo que estaba involucrado en los asesinatos y dispuesto a confesar para evitar su transferencia programada a la infame prisión estatal de Indiana. Parecía prometedor, ya que Forrester era un criminal profesional que vivía en Speedway cuando ocurrieron los asesinatos, y no estaba encarcelado para ese entonces. Willsey consiguió una orden de la corte para llevar a Forrester al condado de Marion, donde confesó haber disparado a Davis y Shelton. Luego condujo a la policía a la escena del crimen en el bosque, donde describió precisamente la ubicación y posición de los cuerpos cuando fueron encontrados. Él también sabía de la empuñadura rota del cuchillo, la cual no  era tan conocida públicamente. Según Forrester, James, el hermano de Friedt debía dinero por una trato de drogas, por lo que él y otros tres asociados fueron al restaurante a amenazar a su hermana. Pero cuando Flemmonds intervino para protegerla se armó una pelea afuera del Burger Chef, durante la cual Flemmonds cayó y golpeó su cabeza contra el parachoques de un auto. Al pensar que Flemmonds estaba muerta o moribunda, Forrester y sus cómplices decidieron secuestrar y matar a todos los empleados para eliminar a todos los testigos del crimen.
Forrester dijo que el les disparó a Davis y Shelton, y dio los nombres de tres hombres que declaraba eran responsables de las muertes de Flemmonds y Friedt. Luego llevó a la policía a un lugar donde decía haber tirado el arma a un río. Sin embargo, una investigación a fondo del río no encontró el arma. Después, Willsey interrogó a la exesposa de Forrester, quien dijo que días después de los asesinatos Forrester condujo con ella hasta un área boscosa, donde él la dejó en el auto y fue a recoger varios casquillos de arma de fuego. Luego condujo de regreso a casa y se deshizo de los casquillos por el inodoro. Willsey consiguió una orden judicial para registrar el tanque séptico de la casa, la cual ahora le pertenecía a otra persona. En la búsqueda se encontraron varios casquillos de calibre .38. Sin embargo, después que alguien dentro de la oficina del sheriff filtró detalles de la cooperación de Forrester, él inmediatamente retractó su confesión, declarando que había sido obligado. Sin más cooperación de Forrester y sin evidencia directa que probara que él había cometido él crimen, nunca se presentaron cargos contra Forrester.  Forrester murió en prisión en 2006 por cáncer, a la edad de 55 años.
A pesar de miles de horas de investigación policíaca, al igual que una recompensa de 25,000 dólares ofrecida por Burguer Chef a quien pudiera capturar a los perpetradores o proveer información sobre sus paraderos, los atacantes nunca fueron procesados, y el caso se mantiene oficialmente sin resolver. La policía del estado de Indiana aún mantiene el caso abierto, y supuestamente han investigado el uso de técnicas de rastreo con ADN, desarrolladas desde las investigaciones iniciales.

## Conmemoraciones
Durante el verano de 2018, la comunidad, de igual manera que las familias y amigos de las víctimas, recolectaron dinero para plantar cuatro árboles de roble rojo en su honor. Cada árbol está adornado con una placa con una breve biografía de las víctimas. El objetivo monetario original fue superado en menos de 24 horas. Con el dinero extra se colocó un banco de mármol y se dedicó a sus familias y amigos. El 10 de noviembre de 2018, justo una semana antes del cuadragésimo aniversario del crimen, una pequeña ceremonia de dedicación para las familias y amigos se llevó a cabo en el sitio conmemorativo en Leonard Park en Speedway, Indiana.

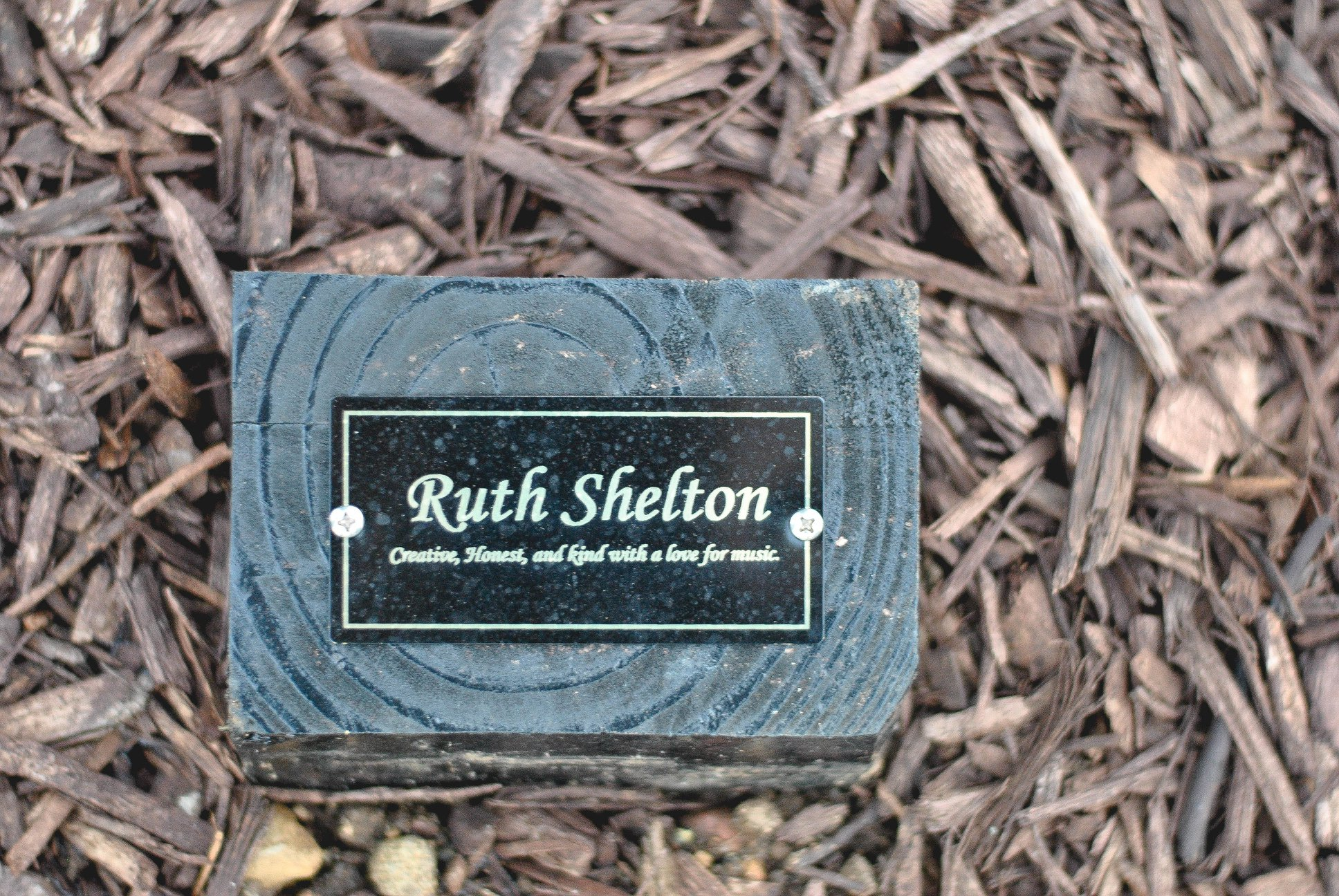
Placa en honor a Ruth Shelton
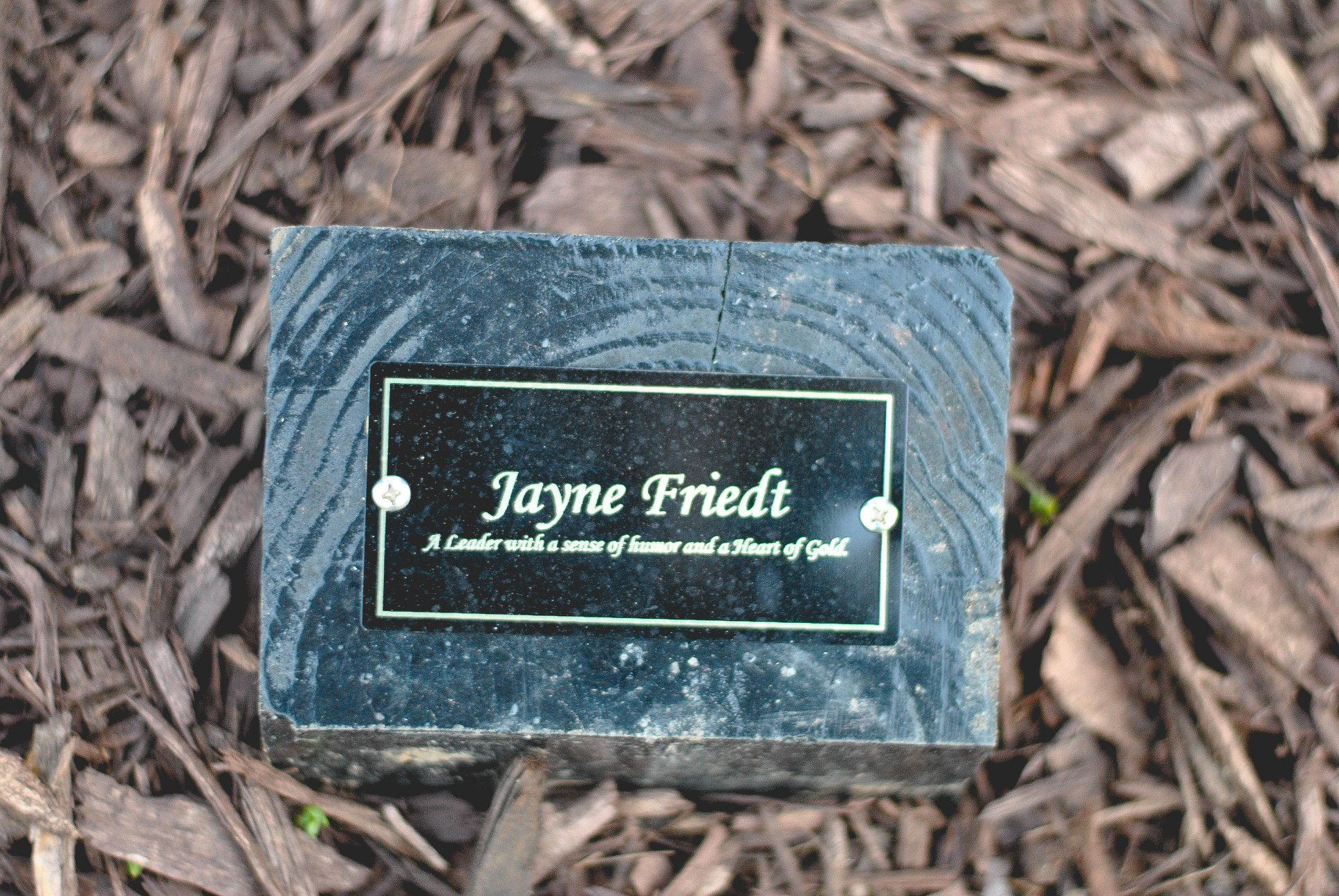
Placa en honor a Jayne Friedt
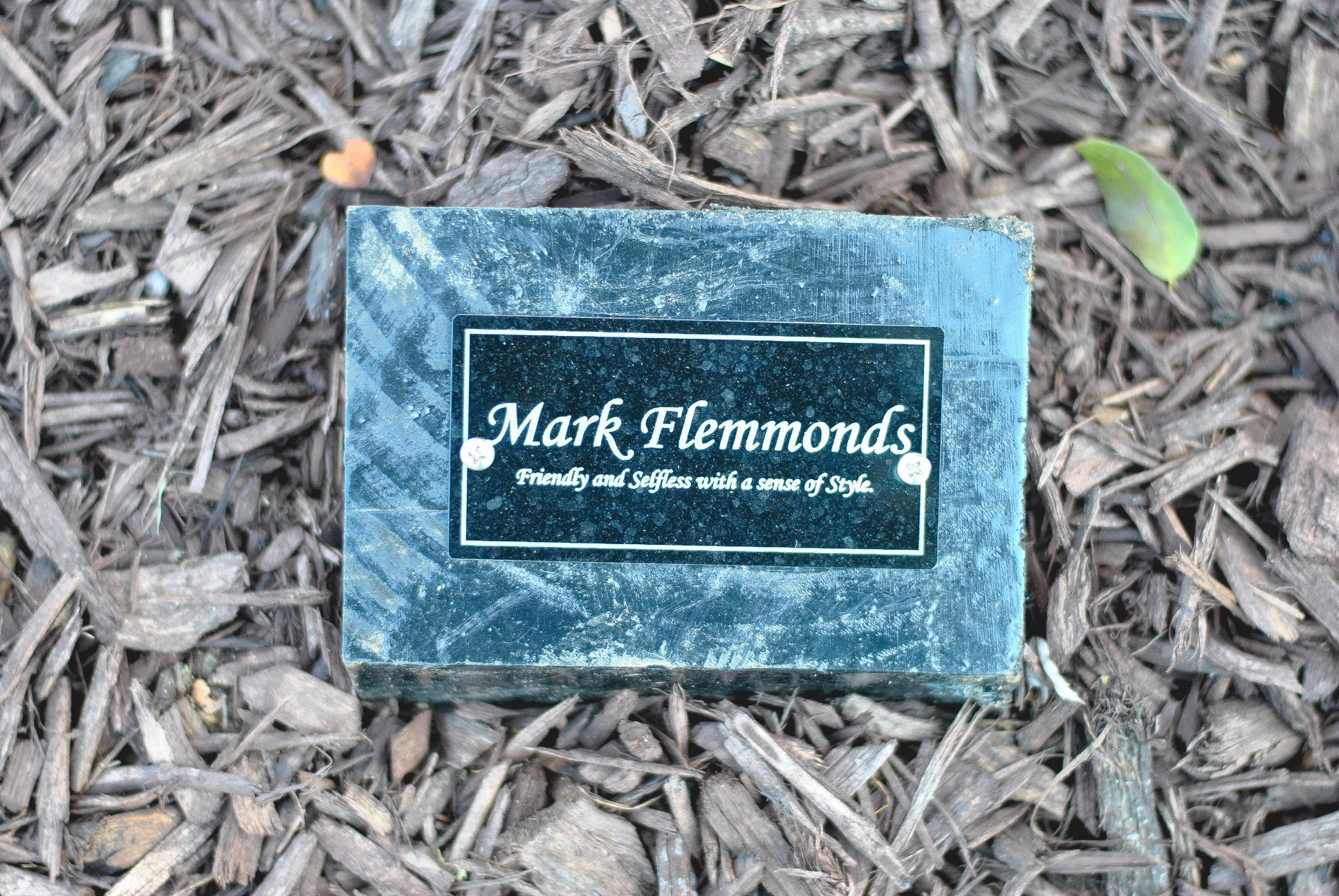
Placa en honor a Mark Flemmonds
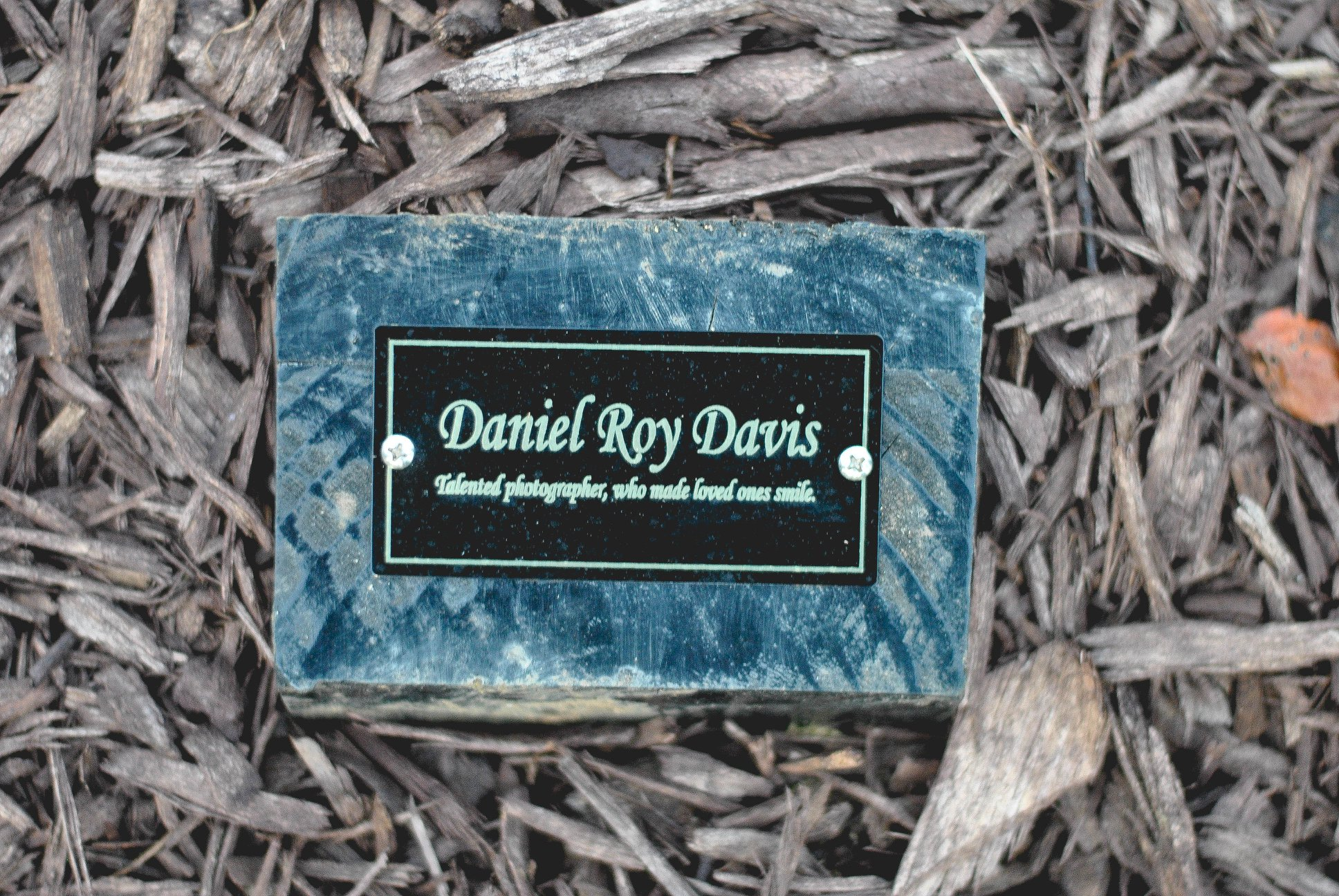
Placa en honor a Daniel Roy Davis
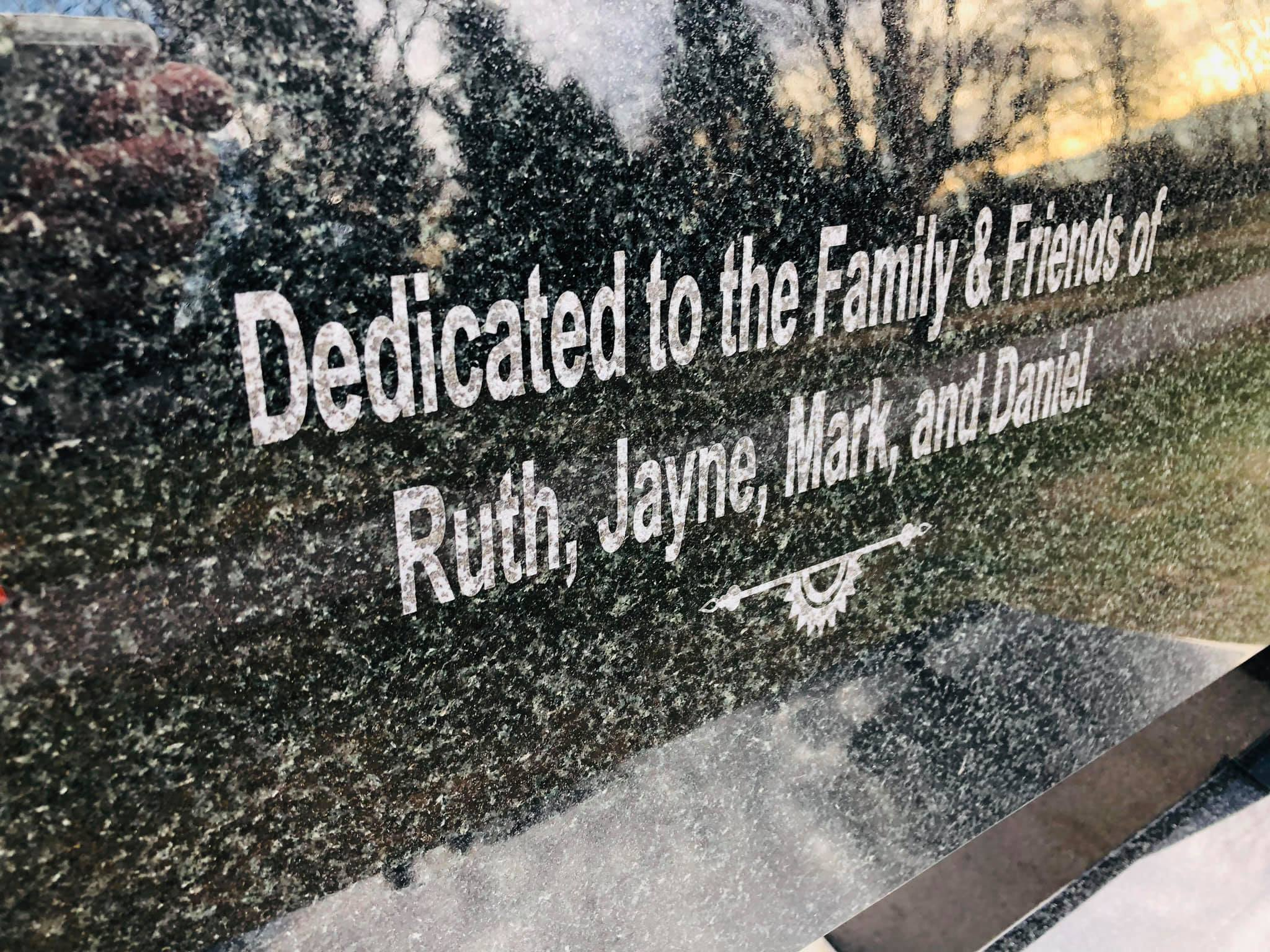
Inscripción en la banca conmemorativa
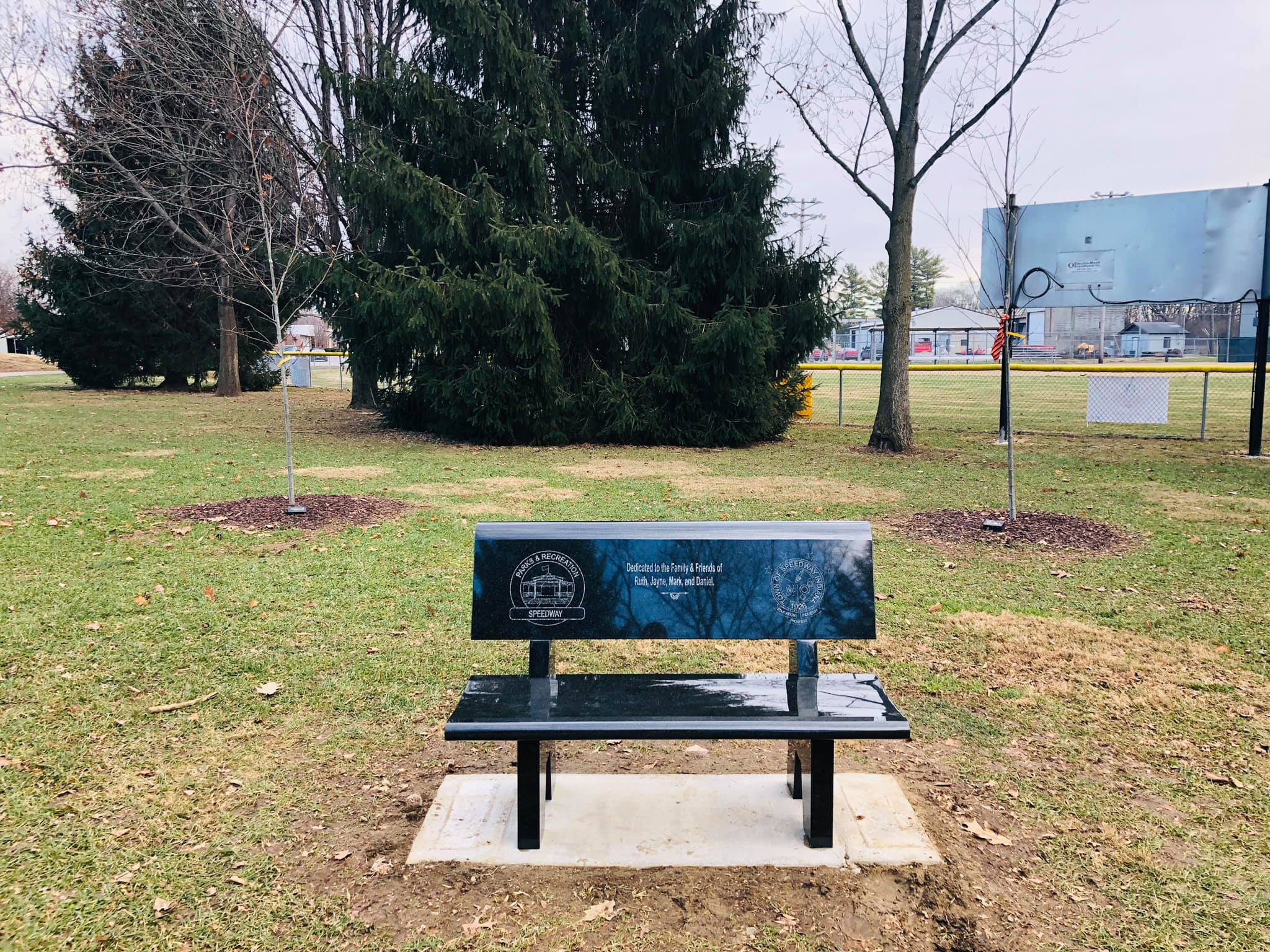
Homenaje en diciembre de 2018